# Claude Thornhill
Pour les articles homonymes, voir Thornhill.
Claude Thornhill (1908-1965)  était un chef d’orchestre, pianiste et compositeur américain.
Il s’est illustré essentiellement dans le jazz et dans la musique de variétés.
Le « son » de l’orchestre de Claude Thornhill a fortement influencé les musiciens de ce qui est nommé parfois « cool jazz ». Il est communément admis que le célèbre « nonette » de Miles Davis (cf. l’album Birth Of The Cool) a beaucoup « emprunté » à l’esthétique de l’orchestre de Thornhill : absence de vibrato, le phrasé tout en douceur, utilisation du cor et du tuba, …
L'indicatif de l'orchestre était Snowfall, une composition du leader.

## Biographie
Claude Thornhill nait le 10 août 1908 à Terre Haute dans l'Indiana.
Son père est mineur. Sa mère  tient l’orgue et dirige la chorale de l’église.
Claude Thornhill étudie la musique à la Garfield High School de Terre Haute-puis au  Cincinnati Conservatory of Music.
Il commence sa carrière dans l’orchestre d’Austin Wiley (où l’on peut aussi entendre le jeune Artie Shaw).
Il travaille successivement à New York puis en Californie. Dans les années 1930, il travaille, entre autres, pour le Bob Hope Radio Show. Il travaille aussi pour Hal Kemp (1930-31), Glenn Miller (1935), Paul Whiteman, Benny Goodman, (1934) Ray Noble (1935-36), …
Il devient "directeur musical" de la chanteuse Maxine Sullivan. Deux de ses arrangements pour la chanteuse, Loch Lomond et Annie Laurie, deviennent à l’époque des tubes.
En 1939, il fonde son propre orchestre : le « Claude Thornhill Orchestra ». L’orchestre se singularise des autres big bands  par un son « sans vibrato » complètement inédit à l’époque. D'autre part, le phrasé est systématiquement peu accentué. Une autre particularité de l’orchestre est l’utilisation d’une section de clarinettes (parfois jusqu’à 6 instruments). Enfin, l’orchestre comprend des instruments habituellement absents des big bands : le cor et, à partir de mi-1947, le tuba.
Le son de l’orchestre doit aussi beaucoup au talent de ses chefs de pupitres : Conrad Gozzo (trompette) et Dany Polo ou Irving Fazola (clarinette).
L’orchestre joue à l’époque essentiellement pour la danse. Avec l’arrivée de Gil Evans, dans l’équipe d’arrangeurs, une part plus importante sera faite au « pur jazz ».
L’orchestre est dissous durant la Seconde Guerre mondiale. Thornhill est affecté comme musicien dans un orchestre de danse  militaire de la région pacifique.

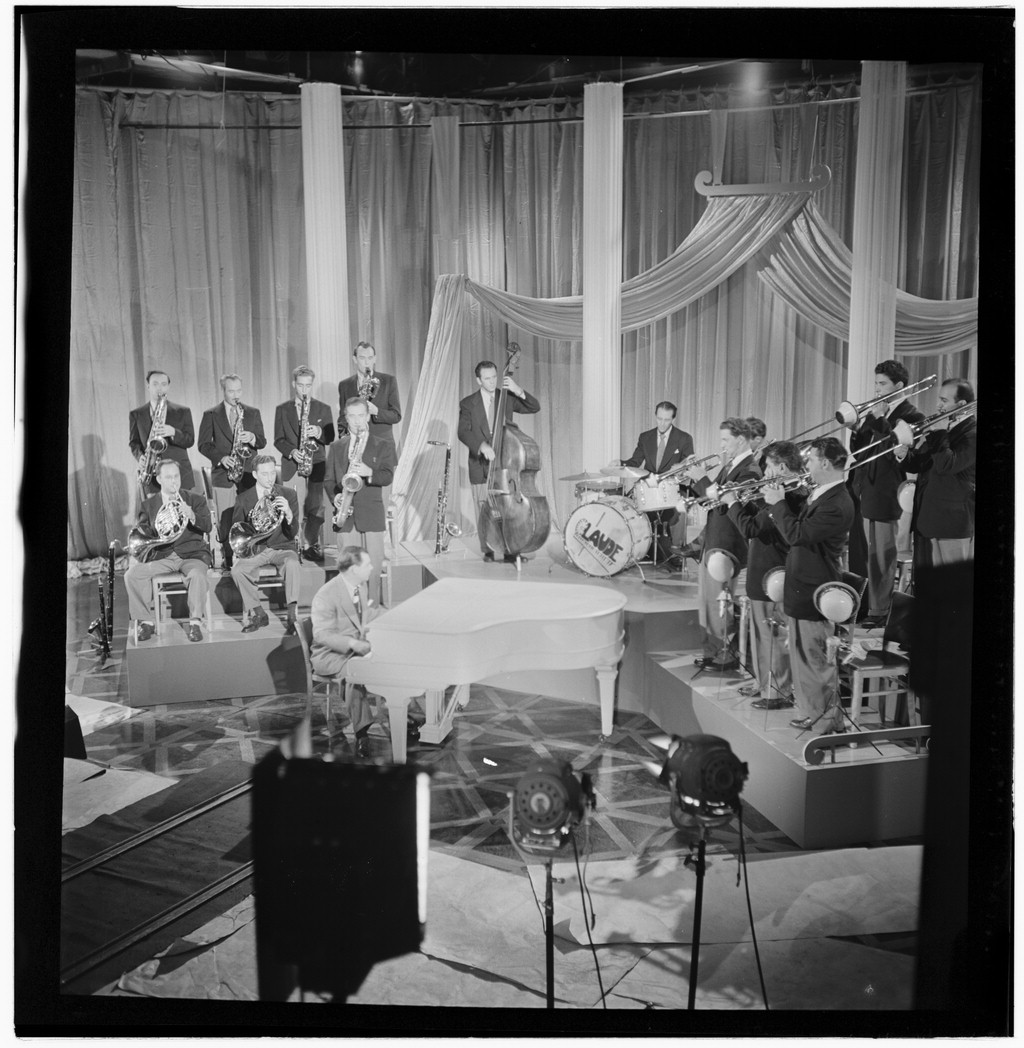
L'orchestre de Claude Thornhill en 1947 : Sandy Siegelstien, Willie Wechsler, Micky Folus, Joe Shulman, Billy Exiner, Mario Rullo, Danny Polo, Lee Konitz, Bill Bushing, Emil Terry, Louis Mucci, Eddie Zandy, Barry Galbraith, Bill Barber, Al Langstaff & Vahe Tak

Démobilisé en 1946, Thornhill reforme son orchestre. Gil Evans est rappelé. Dans l'équipe d'arrangeurs, on trouve, outre Evans, Gerry Mulligan, John Carisi, Charlie Naylor, Andy Phillips et Eddie Herzog.
Dans les rangs de l’orchestre, on peut entendre à l’époque des musiciens comme Gerry Mulligan, Lee Konitz, Hal McKusick, Herb Geller (saxophone), Red Rodney, Louis Mucci, Gene Roland (trompette), Mike Zwerin (trombone), Bill Barber (tuba), Barry Galbraith (guitare), …
Des thèmes bop apparaissent au répertoire : Anthropology, Thrivin' On A Riff, Donna Lee.
Le « son » de l’orchestre influence grandement les musiciens de « cool jazz ». Les enregistrements du mythique nonette de Miles Davis (cf. l'album Birth Of The Cool, chez Capitol, enregistré en 1949-1950) mais aussi les combos de Shorty Rogers (cf. l'album Modern Sounds enregistré en 1951 pour le label Capitol) Gerry Mulligan (cf. les titres enregistrés par le "Gerry Mulligan Tentet" pour le même label en 1953) en sont la preuve.
Si le "son Thornhill" est copié, le succès de l’orchestre va paradoxalement et malheureusement en s’effritant.
L’orchestre survivra, avec des interruptions (Thornhill est un temps directeur musical du crooner Tony Bennett) pourtant jusqu’au décès du leader.
Claude Thornhill a longtemps souffert de troubles psychologiques et a dû, à plusieurs reprises durant sa carrière, être soigné par électrochocs.
Claude Thornhill décède en 1965.